# Stephanie Rohde
Stephanie Rohde ist eine deutsche Journalistin, Moderatorin und Podcasterin.  
Sie moderiert das interdisziplinäre Wissenschaftsformat „Nano Talk“ auf 3sat (Nachfolgesendung von „scobel“). Seit 2016 präsentiert sie die Informationen am Morgen im Deutschlandfunk sowie das Philosophiemagazin Sein und Streit im Deutschlandfunk Kultur. Zudem hostet sie den Podcast Der Tag und den WDR 5 Meinungspodcast Politikum. 

## Werdegang
Stephanie Rohde studierte Politikwissenschaften, Philosophie und Neuere und Neueste Geschichte an der Albert-Ludwigs-Universität in Freiburg im Breisgau sowie Politikwissenschaften an der Universität Isfahan. Nach Praktika bei WDR3, der Badischen Zeitung, Anne Will und der Iran-Redaktion der DW absolvierte sie 2012/2013 ein Volontariat beim Deutschlandradio. 2014 recherchierte sie auf Haiti und im Rahmen des International Visitor Leadership Programs in den USA, 2015 arbeitete sie im Rahmen des Auslandsstipendiums des Internationalen Journalistenprogramms drei Monate in Istanbul. 2016 recherchierte sie als Heinz-Kühn Stipendiatin in Tadschikistan und 2019 für das Deutschlandfunk-Feature „Das Leben der Anderen“ im Libanon.
Seit 2021 ist sie regelmäßig als Moderatorin von Podiumsdiskussionen bei der Lit.Cologne, PhilCologne, Lit.Ruhr, sowie der Berlin Brandenburgischen Akademie der Wissenschaften und der Körber-Stiftung engagiert, ihr Fokus liegt auf gesellschaftspolitischen Debatten über Demokratie, Klimakrise, neue Aufklärung, Postkolonialismus sowie Feminismus. 2023 war sie Journalist in Residence Fellow am Wissenschaftszentrum Berlin.